# 압둘 라힘 아유
압둘 라힘 아유(Abdul Rahim Ayew, 1988년 4월 16일 ~ ) 또는 이브라임 아유(Ibrahim Ayew)는 가나의 축구선수이다.

## 사생활
그의 아버지는 아베디 펠레로 프로 축구 선수이었다. 그의 아버지는 전통적인 축구 가문 출신이다. 아유는 크와메 아유와 솔라 아유의 조카이고, 이들 둘도 축구선수였다. 아유는 축구인 형제가 있는데, 동생 안드레 아유와 동생 조던 아유가 바로 그들이다. 이 외에도 자매 이마니가 있다. 그의 동생 안드레와 조던은 올랭피크 드 마르세유 소속이였다가 15-16시즌 현재 각각 스완지 시티와 아스톤 빌라소속이다.